# Xavier Garcia
Xavier Garcia (* 1959) ist ein französischer Komponist und Improvisationsmusiker.

## Leben
Garcia ist seit 1986 Mitglied der ARFI (Association à la Recherche d’un Folklore Imaginaire): er setzt Sampling und Elektronik in deren Gruppen Ces Messieurs, L'Effet vapeu, 32 Janvier, im Duo Recio Garcia, in La Marmite Infernale und im Villerd/Ayler quartet ein, tritt aber auch als Solist auf. Daneben ist er Komponist, da er sowohl daran interessiert ist, Musik im Studio zu erschaffen als auch live auf der Bühne zu spielen. Er hat nahezu dreißig elektronische Kompositionen bei der Groupe De Recherches Musicales (GRM) des Institut national de l’audiovisuel (INA) in Paris, bei GMVL (Lyon), aber auch zu Hause am Rechner geschaffen.
Franck Tortiller hat Garcia eingeladen, mit dem Orchestre National de Jazz aufzutreten, wo er beispielsweise Samples von Led Zeppelin ins Spiel der Big Band hineinträgt (das mit einem Django d’Or (Frankreich) als beste Live-Musik ausgezeichnet wurde). Er hat auch mit Les Percussions de Strasbourg, mit Chris Cutler, Brian Eno, Heiner Goebbels, Gianni Gebbia, Hasse Poulsen, Carlo Rizzo, Yves Robert, Nils Wogram und Norbert Stein zusammengearbeitet und aufgenommen. Weiterhin hat er Bühnenmusik geschrieben und mit Videokünstlern gearbeitet.